# 로보베르디
로보베르디(1998년 7월 15일 ~)는 대한민국의 가수다. 2018년 싱글 앨범 [Halted]로 데뷔했다.

## 방송
- 수퍼비의 랩 학원 (2019) - Top12
- 하고싶은말을해라 1 (2020) - Top16

## 음반
- Halted (2018)
- PARANOIA (2019)
- Moonlight (2020)
- Still Howlin' (2021)
- UTOPIA (2021)